# ヴィルヘルム・ペッファー

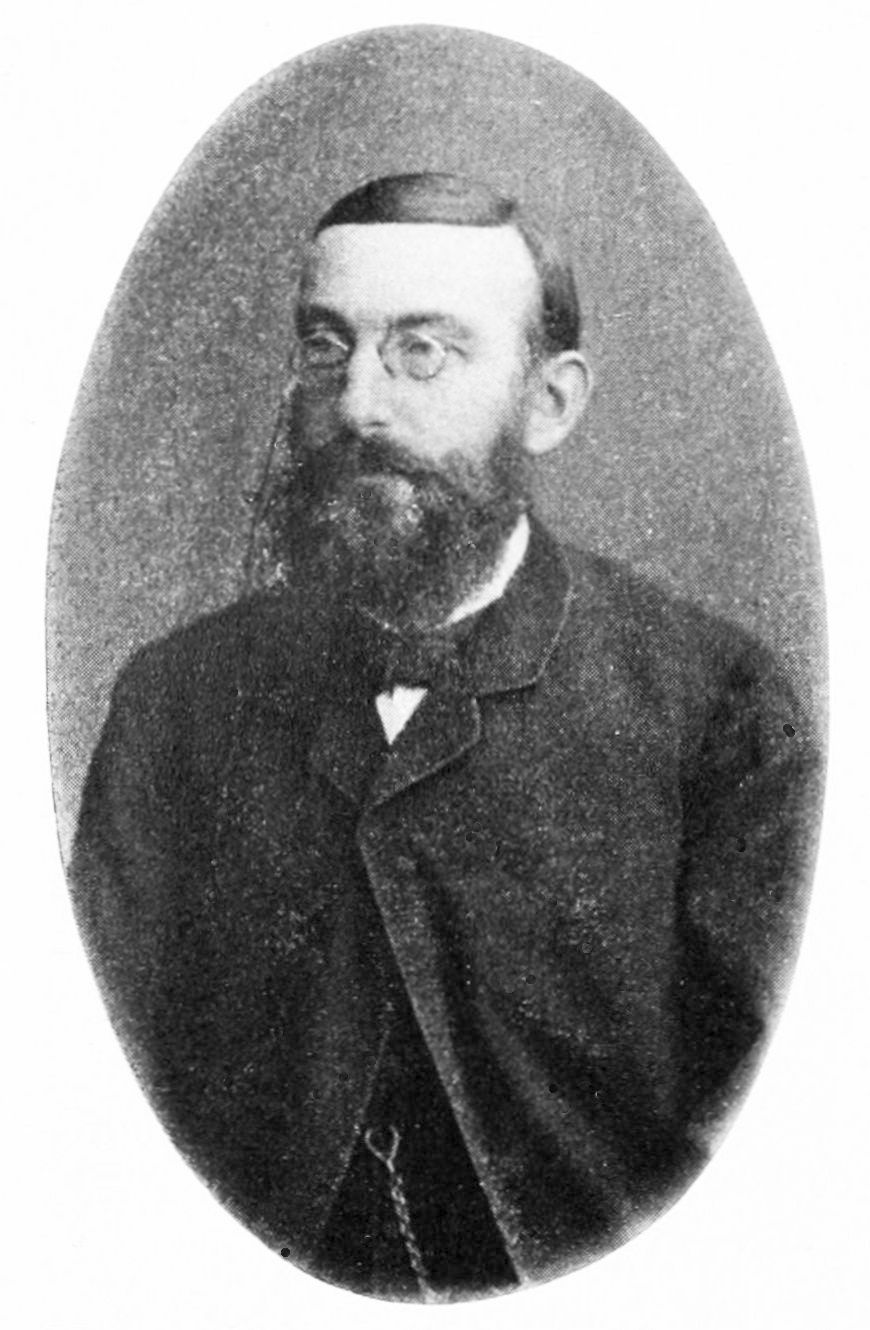
Wilhelm Pfeffer (1845-1920)

ヴィルヘルム・フリードリッヒ・フィリップ・ペッファー（Wilhelm Friedrich Philipp Pfeffer、1845年3月9日 - 1920年1月31日）は、ドイツの植物生理学者である。プフェファーとも表記。近代植物生理学の創立者と言われる。

## 生涯
グレーベンシュタインに生まれた。ゲッチンゲン大学で、フリードリッヒ・ヴェーラーやヴィルヘルム・ヴェーバー、ルドルフ・フィティヒ（de:Wilhelm Rudolph Fittig）などに学び、その後マールブルク大学、ベルリン大学でも学んだ。ベルリン大学ではアレクサンダー・ブラウンのもとで学び、ナタネール・プリングスハイム（Nathanael Pringsheim）の助手となり、後にヴルツブルク大学で植物生理学のユリウス・フォン・ザックスの助手となった。
そして「誰の友にもなろうとする人間は、誰の友人でもない。」という名言を残した。
1873年にボン大学の生理学と植物学の教授となり、バーゼル大学、チュービンゲン大学の教授職も得た。チュービンゲン大学植物園長も務めた。1887年にライプツィヒ大学の教授、植物園長となった。1897年王立協会フェロー選出。1898年同協会からクルーニアン・メダル受賞。1910年コテニウス・メダル受賞。

## 人物
現代植物生理学の基礎を築いたと評価されており研究分野は植物の屈性、走性、酵素化学、光合成に及んだ。
1877年に、植物の代謝を研究で、浸透圧の研究のために多孔質膜を開発した。
浸透圧の定量化のための装置は「ペッファー・セル」と呼ばれた。多くの研究者を育て、日本の三好学、大野直枝、柴田桂太もライプツィヒ大学でペッファーのもとで学んだ。

## 著書
- Physiologische Untersuchungen - 1873 (Physiological studies)
- Lehrbuch der Pflanzenphysiologie (Textbook of plant physiology).
- Die periodischen Bewegungen der Blattorgane - 1875 (The periodic movements of "leaf organs")
- Osmotische Untersuchungen – Studien zur Zellmechanik - 1877 (Osmotic studies)
- Beiträge zur Kenntniss der Oxydationsvorgänge in lebenden Zellen - 1889 (Contributions to the knowledge of the oxidative processes in living cells).
- Über Aufnahme und Ausgabe ungelöster Körper - 1890
- Studien zur Energetik der Pflanze - 1892 (Studies on the energetics of plants)
- Druck- und Arbeitsleistung durch wachsende Pflanzen - 1893
- Untersuchungen über die Entstehung der Schlafbewegungen der Blattorgane - 1907
- Der Einfluss von mechanischer Hemmung und von Belastung auf die Schlafbewegung - 1911 (The influence of mechanical stress on the inhibition of sleep and movement).
- Beiträge zur Kenntniss der Entstehung der Schlafbewegungen- 1915 (Contributions to the knowledge on the genesis of sleep movements).